# Giro dell’Umbria
Der Giro dell’Umbria war ein italienisches Straßenradrennen, das von 1910 bis 1991 in der Region Umbrien rund um Perugia veranstaltet wurde. Seinen Platz im UCI-Kalender übernahm ab 1992 die Trofeo Melinda.
Das Rennen wurde in den Jahren 1919, 1953, 1954 und 1955 als Etappenrennen ausgetragen, ansonsten als Eintagesrennen.

## Sieger
| Jahr                                      | Sieger                   | Zweiter                    | Dritter                  |
| ----------------------------------------- | ------------------------ | -------------------------- | ------------------------ |
| 1910                                      | Alfredo Tibiletti        | Luigi Cagna                | Attilio Mantovani        |
| 1911                                      | Giuseppe Azzini          | Camillo Bertarelli         | Labindo Mancinelli       |
| 1912                                      | Giuseppe Bonfanti        | Luigi Luscotti             | Giovanni Bassi           |
| Keine Austragungen zwischen 1913 und 1918 |                          |                            |                          |
| 1919                                      | Arturo Ferrario          | Frédéric Bessy             | Sébastien Laroche        |
| Keine Austragungen zwischen 1920 und 1921 |                          |                            |                          |
| 1922                                      | Michele Gordini          |                            |                          |
| 1923                                      | Giuseppe Trentarossi     | Guido Messeri              | Alfredo Ciotti           |
| 1924                                      | Pietro Bestetti          | Michele Gordini            | Domenico Sangiorgi       |
| Keine Austragung 1925                     |                          |                            |                          |
| 1926                                      | Emilio Petiva            | Alfredo Barducci           | Azeglio Terreni          |
| Keine Austragung 1927                     |                          |                            |                          |
| 1928                                      | Leonida Frascarelli      |                            |                          |
| 1929                                      | Marcello Neri            |                            |                          |
| 1930                                      | Ambrogio Morelli         | Remo Bertoni               | Antonio Liguori          |
| 1931                                      | Ettore Meini             | Attilio Pavesi             | Ascanio Arcangeli        |
| 1932                                      | Giovanni Mancinelli      | Ascanio Arcangeli          | Ernesto Taddei           |
| 1933                                      | Aldo Bini                | Adalino Mealli             | Giovanni Mancinelli      |
| Keine Austragung 1934                     |                          |                            |                          |
| 1935                                      | G. Doni                  |                            |                          |
| Keine Austragungen zwischen 1936 und 1937 |                          |                            |                          |
| 1938                                      | Secondo Magni            | Enrico Mara                | Enrico Mollo             |
| 1939                                      | Giordano Cottur          | Vasco Bergamaschi          | Giovanni De Stefanis     |
| 1940                                      | Aldo Ronconi             | Glauco Servadei            | Mario De Benedetti       |
| 1941                                      | U. Mancinelli            |                            |                          |
| Keine Austragungen zwischen 1942 und 1947 |                          |                            |                          |
| 1947                                      | Marcello Roggi           |                            |                          |
| 1948                                      | Tino Cargioli            |                            |                          |
| 1949                                      | Amédée Rolland           | Nazzareno Moretti          | Fausto Morini            |
| 1950                                      | Renzo Soldani            | Luciano Frosini            | Umberto Drei             |
| Keine Austragung 1951                     |                          |                            |                          |
| 1952                                      | Mario Rosario            | Fernando Desideri          | Noè Conti                |
| 1953                                      | Pietro Nascimbene        | Bruno Tognaccini           | Gianfranco Sobrero       |
| 1954                                      | Giuseppe Marcoccia       | Virgilio Rezzi             | Italo Mazzacurati        |
| 1955                                      | Ardelio Trapé            | Carlo Azzini               | Giuseppe Morini          |
| 1956                                      | Bruno Tognaccini         | Glauco Servadei            | Mario De Benedetti       |
| Keine Austragungen zwischen 1957 und 1969 |                          |                            |                          |
| 1970                                      | Gianni Motta             | Renato Laghi               | Donato Giuliani          |
| 1971                                      | Antoon Houbrechts        | Luigi Sgarbozza            | Roberto Poggiali         |
| 1972                                      | Enrico Paolini           | Roberto Poggiali           | Arnaldo Caverzasi        |
| 1973                                      | Giancarlo Polidori       | Fabrizio Fabbri            | Antonio Salutini         |
| 1974                                      | Francesco Moser          | Franco Bitossi             | Felice Gimondi           |
| 1975                                      | Francesco Moser          | Fabrizio Fabbri            | Giovanni Battaglin       |
| 1976                                      | Roberto Poggiali         | Antoon Houbrechts          | Enrico Paolini           |
| 1977                                      | Francesco Moser          | Franco Bitossi             | Giacinto Santambrogio    |
| 1978                                      | Gianbattista Baronchelli | Giovanni Battaglin         | Mario Beccia             |
| 1979                                      | Carmelo Barone           | Pierino Gavazzi            | Silvano Contini          |
| 1980                                      | Roberto Ceruti           | Carmelo Barone             | Palmiro Masciarelli      |
| 1981                                      | Francesco Moser          | Jean-Marie Grezet          | Pierino Gavazzi          |
| 1982                                      | Gianbattista Baronchelli | Emanuele Bombini           | Giovanni Mantovani       |
| 1983                                      | Francesco Moser          | Marino Lejarreta           | Gianbattista Baronchelli |
| 1984                                      | Mario Beccia             | Gianbattista Baronchelli   | Silvano Contini          |
| 1985                                      | Claudio Corti            | Marino Amadori             | Giuseppe Passuello       |
| 1986                                      | Stefano Colage           | Roberto Pagnin             | Palmiro Masciarelli      |
| 1987                                      | Silvano Contini          | Francesco Cesarini         | Renato Piccolo           |
| 1988                                      | Luigi Furlan             | Luigi Botteon              | Danilo Gioia             |
| 1989                                      | Stefano Colage           | Iwan Michailowitsch Iwanow | Michele Moro             |
| 1990                                      | Massimo Ghirotto         | Daniel Castro              | Edoardo Rocchi           |
| 1991                                      | Edoardo Rocchi           | Michele Moro               | Massimiliano Lelli       |